# Cantó de Cuers
El cantó de Cuers és un cantó francès del departament de la Var, situat al districte de Toló. Té 4 municipis i el cap és Cuers.

## Municipis
- Carnolas
- Cuers
- Pèirafuec
- Puget Vila

## Història
| Data d'elecció                           | Identitat         | Partit           | Qualitat |
| ---------------------------------------- | ----------------- | ---------------- | -------- |
| 1964-1982                                | Fernand Blacas    | SFIO, després PS |          |
| 1982-2008                                | Guy Guigou        | PCF              |          |
| 2008-                                    | Véronique Baccino | UMP              |          |
| les dades anteriors no són pas conegudes |                   |                  |          |
|                                          |                   |                  |          |

| 1962   | 1968   | 1975   | 1982   | 1990   | 1999   | 2006   |
| ------ | ------ | ------ | ------ | ------ | ------ | ------ |
| 11.505 | 12.262 | 12.529 | 14.430 | 15.950 | 18.196 | 21.160 |